# West Caribbean Airways
West Caribbean Airways was een luchtvaartmaatschappij gevestigd in Medellín, Colombia. Het is een regionale maatschappij die vooral binnenlandse vluchten doet. De belangrijkste standplaats is Olaya Herrera International Airport (EOH), Medellín. Naar aanleiding van twee crashes in 2005 en financiële problemen hield de maatschappij in september van dat jaar op te bestaan.

## Code Data
- IATA code: YH
- ICAO code: WCW

## Geschiedenis
De luchtvaartmaatschappij werd in 1998 opgericht en begon in 2000 met vliegen. Hij werd opgericht door de Colombiaanse ondernemer Hassan Tannir en was oorspronkelijk gevestigd in San Andrés. Hij verkocht de maatschappij aan een groep investeerders uit Medellín, die ook in 2001 het hoofdkwartier daarnaar verplaatsten.

## Incidenten en ongelukken
Op 26 maart 2005 mislukte het klimmen bij een West Caribbean Airways Let L-410 vliegtuig bij het opstijgen vanaf Providencia en sloeg tegen heuvels dicht bij de startbaan. Van de 2 bemanningleden en 12 passagiers overleden de bemanningsleden en 6 passagiers. Voorlopige rapporten suggereren een technische fout (ref: Flight International, July 2005).
Op 16 augustus 2005 stortte een gecharterde West Caribbean Airways McDonnell Douglas MD-82 van Panama naar Martinique neer in afgelegen West-Venezuela met 160 passagiers, vooral Fransen aan boord; er waren geen overlevenden. Zie West Caribbean Airways Vlucht 708.

## Dienstregeling
West Caribbean Airways vloog op de volgende bestemmingen (januari 2005):
- Binnenlandse geregelde bestemmingen: Armenia, Barranquilla, Bogota, Cali, Cartagena, Caucasia, Chigorodó, Cúcuta, El Bagre, Medellín, Montería, Otu, Providencia, Puerto Berrío, Quibdó, San Andrés, Tolú en Turbo.
- Internationale geregelde bestemmingen: Aruba, Panama-Stad en San José.

## Vloot
De vloot van West Caribbean Airways bestond uit de volgende vliegtuigen (januari 2005):
- 1 ATR 42-300
- 3 ATR 42-320
- 1 McDonnell Douglas MD-81
- 2 McDonnell Douglas MD-82
- 8 Let L-410 UVP-E